# Eilema similipuncta
Eilema fulvalis là một loài bướm đêm thuộc phân họ Arctiinae, họ Erebidae.